# Marc-Angelo Soumah
Pour les articles homonymes, voir Soumah.
Marc-Angelo Soumah, né le 8 août 1974 à Mulhouse, est un joueur français de football américain. Il a été le deuxième français à évoluer en NFL après Richard Tardits et il a joué professionnellement en NFL Europe de 2001 à 2004. Il a été de 2010 à 2014 président de la Fédération française de football américain.

## Biographie

### Météores de Fontenay-sous-bois
Marc-Angelo Soumah effectue ses premiers contacts avec le football américain lors de vacances au Canada. De retour en France, il rejoint le club à proximité de chez lui, les Météores de Nogent-sur-Marne. Durant quatre ans il évolue pour les Météores, avec lesquels il remporte le Casque d'Argent X en 1993 (Champion de Division 2) face aux Kangourous de Bordeaux 9-0 Casque d’Or II en 1996 (Champion de Division 1) face aux Templiers d'Élancourt 26-15.

### Flash de La Courneuve
Après quatre saisons passées chez les Météores de Fontenay-sous-bois, il rejoint le Flash de La Courneuve. Avec le club de Seine-Saint-Denis, il découvre le championnat de France Élite et la compétition internationale avec la coupe d’Europe. Dès sa première saison il remporte le Casque de Diamant III face au Argonautes d'Aix-en-Provence 45-28. En coupe d’Europe, il participe et remporte avec le Flash la première édition de la FED Cup, victoire en finale face aux Gladiateurs de Rome 28-7.
Puis en 1998, il réussit une bonne saison à l’image de son club qui reste invaincu. Toutefois il a moins de réussite en finale Élite, les Argonautes d'Aix-en-Provence l’emporte 28-14. En coupe d'Europe, pour la première participation à l'EFL, il dispute l'Eurobowl, la finale de l’EFL, face aux Allemands des Blue Devils de Hambourg.
Comme en 1998, il participe en 1999 à l'EFL, lors des quarts de finale il recroise les Blue Devils de Hambourg, les allemands infligent une grosse défaite au Flash à domicile 0-35. En championnat de France, il perd en demi-finale face au Molosses d’Asnières sur Seine 23-30. En 2000, il remporte un second titre (Casque de Diamant VI). Grâce à ses bons résultats il est appelé en équipe de France, il joue en qualification de l’Euro 2000 face à la Grande-Bretagne.
Lors de la saison 2001 il dispute le Casque de Diamant VII face aux Argonautes d’Aix-en-Provence (défaite 23-30). Il retrouve aussi l’EFL, après avoir battu par deux fois les London O’s, il participe à la large victoire 62-0 du Flash en quart de finale face aux Saint-Gallen Vipers, puis s’incline en demi-finale face aux futurs vainqueurs les Lions de Bergame 12-28.

### Francfort Galaxy
Grâce à ses prestations lors des compétitions européennes, il se fait remarquer et est appelé en tant que joueur national pour jouer avec les professionnels en NFL Europe par le Francfort Galaxy. À Frankfort il retrouve son coéquipier à La Courneuve, Patrice Kancel. Il réalise une bonne saison 2001, au cours de laquelle il inscrit 3 touchdowns et engrange un gain de 143 yards sur réceptions, sa saison est récompensée par le titre de Joueur National de l’année. En 2002, il complète 8 réceptions pour 128 yards de gains. Il joue aussi dans l'escouade spéciale avec laquelle il réussit deux retours de kick-off. Il réalise une bonne saison 2003 en NFL Europe avec le Frankfort Galaxy. Il réalise sa meilleure saison en matière de statistiques avec 288 yards, 19 réceptions et 1 touchdown. L'apothéose de sa saison est la victoire lors du Worldbowl XI face aux Rhein Fire.

### Camp d'entraînement des Browns de Cleveland
Sa bonne saison en NFL Europe lui permet d’être appelé en NFL. Le 18 juillet il signe avec les Browns de Cleveland pour participer au camp d'entrainement de pré-saison, devenant ainsi le second français à venir jouer en NFL, mais le premier français formé en France à jouer en NFL. Lors du premier match de pré-saison face aux Titans du Tennessee, il a l’occasion d’inscrire un touchdown sur une passe de Josh Booty et ainsi de donner l’avantage à Cleveland à 34 secondes de la fin du match, malheureusement la passe est jugée incomplète, la vidéo du match montrerait qu’il a la main sous le ballon et donc que le touchdown était valide. À l’issue de la pré-saison, son bilan est 3 matchs pour deux réceptions manquées, plus un match sur le banc de touche. Finalement il n’est pas retenu dans l’effectif pour la saison.

### Blue Devils de Hambourg
En 2004, toujours présent dans l’effectif de Francfort, il ne joue pas beaucoup, il termine la saison avec 1 seule réception pour un gain de 6 yards. Au cours de l’été, il effectue une pige au sein des Blue Devils de Hambourg dans la GFL (championnat semi-professionnel). Il joue son premier match en GFL le 14 août face au Berlin Adler. Il totalise 2 matchs, 4 réceptions et 46 yards, mais aussi un placage en solo pour Hambourg. À la fin de l’année 2004, il décide de mettre fin à carrière professionnelle.

### Poursuite au Flash de La Courneuve
Parallèlement à sa carrière professionnelle, avec le Flash de La Courneuve il remporte le Casque de Diamant IX en 2003, joue la finale en 2002 et participe une nouvelle fois à l'EFL en 2003. Focalisé uniquement sur le championnat de France à partir de la saison 2005, il participe à la remontée du Flash de La Courneuve dans haut du classement : aucune défaite et victoire en Casque de Diamant XI face aux Spartiates d’Amiens 33-27, son 4e titre en France.
En 2006, il compile 20 réceptions, 402 yards et 4 touchdowns. Il contribue à asseoir la domination du Flash en France en remportant le Casque de Diamant XII face aux Argonautes d’Aix-en-Provence 48-17.
Lors de la saison 2007, en plus d’être joueur, il devient entraîneur assistant responsable des receveurs. Il remporte le Casque de Diamant XIII et termine la saison avec 23 réceptions pour 394 yards et 6 touchdowns inscrits. En septembre il part avec l’équipe de France pour participer à la troisième édition de la coupe du Monde. Il réalise trois bons matchs : face au Japon, pays hôte de la compétition et double champion du monde en titre, 5 réceptions et 53 yards, puis face à la Suède 3 réceptions, 63 yards et il inscrit le deuxième touchdown de la France grâce à une passe de 50 yards de Paul Durand, enfin face à la Corée du Sud 6 réceptions et 61 yards. Il finit la compétition meilleur receveur avec 14 réceptions, 177 yards et 1 touchdown, ce qui lui vaut d’être nommé dans le All star team offensif.
Début de saison 2008 en fanfare sur l’engagement lors du premier match face aux Templiers d’Élancourt il remonte tout le terrain pour inscrire un touchdown. Pilier de l’attaque du Flash, il compile des statistiques remarquables au cours de la saison régulière : 38 réceptions, 605 yards, 9 touchdown. En finale face aux Templiers d’Élancourt, alors que les deux équipes sont à égalité 14-14 il réalise une action spectaculaire : après une réception de 12 yards, il remonte le terrain sur 55 yards pour aller conclure l’action par un touchdown. La saison s'achève pour lui par un nouveau Casque de Diamant XIV.
Absent lors du premier match de la saison 2009, il réalise toutefois une saison exemplaire avec 23 réceptions, 396 yards et 4 touchdowns. En play-off il montre qu’il est toujours un joueur important de l’effectif du Flash, en demi-finales face aux Argonautes d’Aix-en-Provence il inscrit pas moins que 5 touchdowns (9 réceptions, 182 yards), puis en finale contre les Black-Panthers de Thonon-les-Bains il participe au cinquième succès d’affilée en finale des Courneviens (Casque de Diamant XV), en réceptionnant 2 passes pour 2 touchdowns (61 yards). En EFL il n’est pas en reste, il inscrit au moins un touchdown lors de chaque rencontre et termine la compagne européenne avec 28 réceptions, 515 yards, 7 touchdowns en 5 matchs. En atteignant l’Eurobowl XXIII avec le Flash, il joue ainsi sa troisième finale en EFL, une fois encore il connaît la défaite avec le Flash en s’inclinant contre le club autrichien des Raiders du Tyrol (30-19).
Pour sa dernière saison en tant que joueur, il réalise de belle performances jusqu'à sa blessure au coude lors du quart de finale de l'EFL contre les Vikings de Vienne. Présent dans le stade lors de la finale, il ne participe pas à la défaite du Flash contre les Spartiates d'Amiens, 24 à 21. Il effectue sa dernière sortie pour le championnat d'Europe 2010 avec l'équipe de France, qui atteint une finale remportée par l'Allemagne (26-10). À l'issue de la finale il reçoit le trophée de meilleur joueur et il est nommé dans la Allstar 2d Team de la compétition.

## En dehors des terrains
Marc-Angelo Soumah est titulaire du master « Droit, Économie et Gestion du Sport » du Centre de Droit et d'Économie du Sport de Limoges. Il a été directeur administratif du centre de formation du Rugby club toulonnais en 2006, puis a travaillé pour la fédération française de handball.
En 2009, il est sollicité par France Télévisions pour venir en tant que consultant sur France 2 lors de la retransmission du Super Bowl XLIII.
Il est élu président de la Fédération française de football américain en février 2010. Il y donne sa démission en Décembre 2014 après avoir redressé les comptes de l'institution.
En 2022, il annonce engager une équipe parisienne en European League of Football, en tant que General Manager. Cette équipe s'avérera être les Mousquetaires de Paris (Musketeers). 

## Statistiques NFL Europa[19]
| 2001   | 10 | 143 | 14,3 | 3 | - | -  | -    | - |
| 2002   | 8  | 128 | 16,0 | 0 | 2 | 21 | 10,5 | 0 |
| 2003   | 19 | 288 | 15,2 | 1 | - | -  | -    | - |
| 2004   | 1  | 6   | 6,0  | 0 | - | -  | -    | - |
| Totaux | 38 | 565 | 14,9 | 4 | 2 | 21 | 10,5 | 0 |

## Palmarès
Compétition, trophée (nombre de trophées remportés dans la compétition).

### Trophée professionnel
- NFL Europa, Worldbowl (1) : XI (2003)

### Trophées amateurs
- Championnat de France élite, Casque de diamant (8) : 1997, 2000, 2003, 2005, 2006, 2007, 2008, 2009
- Championnat de France de 2e division, Casque d'or (1) : 1996
- Coupe d’Europe, FED Cup (1) : 1997
- Championnat d'Europe; médaille d'argent (1) : 2010

### Honneurs
- NFL Europe Joueur national 2001[3]
- NFL Europe Joueur national de la 4e journée 2003[20]
- All star team offensif de la coupe du monde 2007[11]
- Championnat d'Europe 2010 meilleur joueur de la finale[13]
- Championnat d'Europe 2010 Allstar 2d Team[14]